# Craigieburn Range

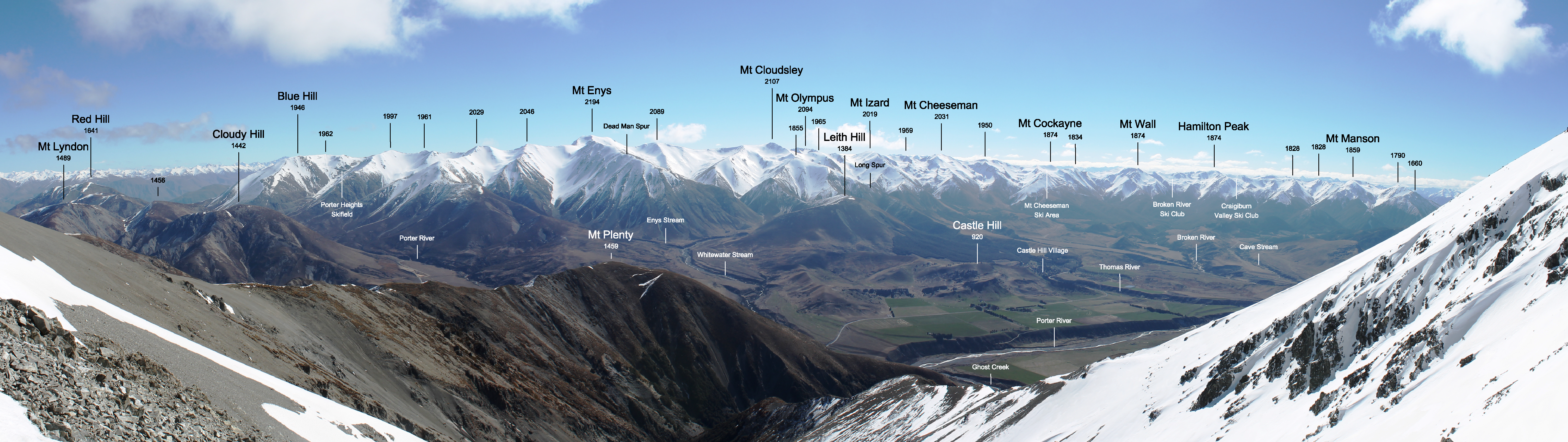
Vy över Craigieburn Range från Castle Hill Peak i bergskedjan Torlesse Range.

Craigieburn Range är en del av bergskedjan Sydalperna på Sydön i Nya Zeeland. Bergskedjan är belägen vid den södra strandlinjen av Waimakariri River söder om orten Arthur's Pass och väster om motorvägen State Highway 73. Platsen Craigieburn gränsar till det skyddade området Craigieburn Forest Park.
Det finns många bergstoppar inom Craigieburn Range (från norr till söder):
- Baldy Hill – 1 834 meter
- Hamilton Peak – 1 922 meter
- Nervous Knob – 1 820 meter
- Mount Wall – 1 874 meter
- Mount Cockayne – 1 874 meter
- Mount Cheeseman – 2 031 meter
- Mount Olympus – 2 094 meter
- Mount Izard – 2 019 meter (uppkallat efter William Izard (1851–1940))
- Mount Cloudesley – 2 107 meter
- Mount Enys – 2 194 meter
- Carn Brea – 2 090 meter
- Willis Peak – 1 962 meter (uppkallat efter Paul Hedley Willis (1941–2011))
- Blue Hill – 1 946 meter

Skidområdet Craigieburn Valley Ski Area är beläget öster om Hamilton Peak. Ett annat skidområde, Broken River Ski Area, ligger öster om Nervous Knob och norr om Mount Wall. Ett tredje skidområde, Mount Cheeseman, är beläget öster om Mount Cockayne och norr om berget med samma namn. Ett fjärde skidområde, Porters Ski Area, finns vid den södra änden av bergskedjan. Alla fyra skidområdena kan nås via State Highway 73. Skidområdet Mount Olympus Ski Area nås via jordbruksområdet Windwhistle.